# Александър Михайлович
 Тази статия е за великия княз на Руската империя.  За великия княз на Владимир и Суздал вижте Александър II (Владимирско-Суздалско княжество).  
Алекса̀ндър Миха̀йлович (на руски: Александр Михайлович) е руски благородник (велик княз) и офицер (адмирал).
Роден е на 13 април (1 април стар стил) 1866 година в Тифлис в семейството на великия княз Михаил Николаевич, син на император Николай I от династията Холщайн-Готорп-Романов, и принцеса Сесили Баденска. От детска възраст е близък със своя братовчед, бъдещия император Николай II, а по-късно се жени за неговата сестра Ксения Александровна. През 1885 година завършва Морския кадетски корпус и през следващите години заема поредица длъжности във флота, през 1915 година достига звание адмирал. Той е сред активните поддръжници на приключилата злополучно Руско-японска война от 1904 – 1905 година. През следващите години е сред инициаторите на създаването на руската военна авиация. В края на 1918 година, след падането на монархията и началото на Руската гражданска война, емигрира във Франция.
Александър Михайлович умира на 26 февруари 1933 година в Рокбрюн Кап Мартен.